# Пьяцца, Род
Родни Пол Пьяцца (англ. Rodney Paul Piazza; 18 декабря 1947 года, Риверсайд, Калифорния, США) — американский блюзовый харпер, вокалист и автор песен. Лауреат Blues Music Awards в номинациях «Блюзовый харпер» (1998), с группой Rod Piazza & The Mighty Flyers «Группа года» (1999, 2000, 2002, 2006), 28-кратный номинант Blues Music Awards в категориях «Исполнитель современного блюза» (1998, 2002), «Альбом современного блюза» (1998), «Альбом современного блюза» (1989), «Блюзовый инструменталист — иной»/«Блюзовый харпер» (1987, 1995—1997, 1999—2005), «Артист года» (1998—2002), «Группа года» (1995—1998, 2001, 2004, 2005),  «Альбом года» (2005).   (2006). Муж блюзовой пианистки Хани Пьяцца. Считается что его группа в основном играет вест-кост-блюз 

## Биография
Род Пьяцца родился и вырос в Южной Калифорнии. Начал играть на гитаре в возрасте 6-7 лет, глядя на двух старших братьев. В его первой группе, Mystics, уже было несколько других гитаристов, более опытных, чем он, поэтому Пьяцца переключился на пение и игру на губной гармонике . Своим главным вдохновителем, повлиявшим на манеру игры сам музыкант называет Литтл Уолтера, а также отмечает важность раннего знакомства с Биг Джо Тёрнером и Джимми Ридом . Как впоследствии говорил Род Пьяцца «Я взял то, чему мог научиться у Уолтера и Джорджа [Джорджа Смита]. У Уолтера это была техника и контроль инструмента. У Джорджа я научился сильной атаке, сценическому присутствию и качеству тона» . 
В середине 1960-х Род Пьяцца собрал свою первую группу The House of DBS, позднее изменившую название на The Dirty Blues Band и переехал вместе с группой в Лос-Анджелес. Группе удалось подписать контракт с ABC-Bluesway и выпустить два альбома в 1967 и 1968 годах. В 1969 году группа распалась и Пьяцца сформировал новую группу Bacon Fat. Наставник и творческий идол Рода Пьяццы блюзмен Джордж «Гармоника» Смит присоединился к группе и таким образом в Bacon Fat образовался дуэт гармоник. Группа в последующие два года выпустила два альбома. Группа гастролировала, в том числе в Европе, так в 1970 году группа гастролировала по Англии и получила отличные отзывы, некоторые из которых провозгласили Bacon Fat лучшей белой американской блюзовой группой . Bacon Fat поддерживала и записывалась с такими легендами блюза, как Биг Мама Торнтон, Ти-Боун Уокером и Биг Джо Тёрнером. Во время деятельности в группе, Род Пьяцца записал два сольных альбома в 1973 и 1979 годах. В 1975 году Рода Пьяцца хотел заполучить в свою группу Мадди Уотерс, но этого не состоялось ввиду болезни Пьяццы. 
Затем Пьяцца оставил группу, играл с разными музыкантами. В 1976 году, вместе со своей тогда подругой Хани Пьяцца, с которой он познакомился в 1973 году, он сформировал Chicago Flying Saucer Band, группу, впоследствии ставшую The Mighty Flyers. Группа записала свой дебютный альбом в 1980 году, и с тех пор регулярно записывалась и гастролировала (после ухода из группы басиста Билла Стюва в начале 2000-х под названием Rod Piazza and the Mighty Flyers Blues Quartet). В 1980-е годы Род Пьяцца также много записывался как сессионный музыкант, с разными исполнителями в различных стилях, в частности с фолк-певицей Мишель Шокд и с Пи Ви Крейтоном.
В 1989 году он женился на Хани Пьяцца. Настоящее признание супруги и группа получили в 1990-х, с выходом альбома «Live at BB King's Blues Club», который получил премию NAIRD (Национальная ассоциация независимых дистрибьюторов звукозаписей) в номинации «Альбом года» . В дальнейшем группа четырежды признавалась группой года по версии Blues Music Awards, сам Род Пьяцца в 1998 году был признан лучшим харпером, и 11 раз номинировался на эту награду. 
Род Пьяцца одинаково хорошо играет как на диатонической губной гармонике, так и хроматической гармонике, предпочитает играть на инструментах компании Hering  .
Живёт вместе с женой в Риверсайде.  
«Пьяцца установил стандарт виртуозности игры на губной гармошке, который сделал его одним из самых влиятельных ныне живущих блюзовых харперов» .
Сам музыкант говорит про себя: «Я просто хотел играть на своей губной гармошке как можно ближе к саксофону. Ваш собственный стиль создается тем, что вы можете делать на гармошке, и тем, что вы не можете. Где-то посередине между этими двумя вы попадаете в точку. И это Род Пьяцца»

## Избранная дискография

### До Mighty Flyers
- 1967 The Dirty Blues Band: The Dirty Blues Band (ABC-Bluesway)
- 1968 The Dirty Blues Band: Stone Dirt (ABC-Bluesway)
- 1970 Bacon Fat: Grease One For Me (Blue Horizon)
- 1971 Bacon Fat: Tough Dude (Blue Horizon)
- 1973 Rod Piazza: Blues Man (LMI)
- 1979 The Chicago Flying Saucer Band Featuring Rod Piazza (Gangster)

### Во время Mighty Flyers
- 1981 Radioactive Material (Right Hemisphere)
- 1984 File Under Rock (Takoma)
- 1985 From The Start To The Finnish (Red Lightnin)
- 1986 Harpburn (Murray Brothers, соло-альбом)
- 1988 Undercover (Special Delivery)
- 1988 So Glad To Have The Blues (Murray Brothers, соло-альбом)
- 1991 Blues In The Dark (Black Top)
- 1992 Alphabet Blues (Black Top)
- 1994 Live At B.B. King's Blues Club (Big Mo)
- 1997 Tough And Tender (Tone-Cool)
- 1998 Vintage Live 1975 (Tone-Cool)
- 1999 Here And Now (Tone-Cool)
- 2001 Beyond The Source (Tone-Cool)
- 2004 Keepin' It Real (Blind Pig)
- 2005 For The Chosen Who (Delta Groove) [CD+DVD]
- 2007 Thrillville (Delta Groove)
- 2009 Soul Monster (Delta Groove)
- 2011 Almighty Dollar (Delta Groove)
- 2014 Emergency Situation (Blind Pig)[7]
- 2017 Live At Fleetwood's (Big Mo) [2CD] - запись 1993 года

### Избранные сборники
- 1969 Live At Small's Paradise (Blue Moon, выпущен в 1986)
- 1970 How Blue Can We Get? (Blue Horizon)
- 1991 Blues Cocktail Party! (Black Top)
- 1992 Blues Pajama Party (Black Top)
- 1992 The Essential Collection (Hightone)
- 1992 Blues Harmonica Spotlight (Black Top)
- 1995 Blues, Mistletoe & Santa's Little Helper (Black Top)
- 1996 Instrumental Blues Dynamite! (Black Top)
- 1997 California Blues (Black Top)
- 1997 Jump & Swing with Black Top (Black Top)
- 1997 Blues Harp Power (Easydisc/Rounder)
- 1997 Blues After Hours (Easydisc/Rounder)
- 1998 Blues Joint (Easydisc/Rounder)
- 1998 Blues Harp Hotshots (Easydisc/Rounder)
- 2003 The Story of Tone-Cool, vol. 1 (Tone-Cool) [2CD]
- 2003 Live at the W.C. Handy Blues Awards, vol. 1 (Tone-Cool)
- 2003 Modern Master: The Best of Rod Piazza 1968-2003 (Tone-Cool) [2CD]
- 2006 Blues Party (Tone-Cool)
- 2008 His Instrumentals (Piazza Publishing) [2CD]